# Distretto di Tari
Il distretto di Tari, in inglese Tari District, è un distretto della Papua Nuova Guinea appartenente alla provincia di Hela. Ha una superficie di 1.298 km² e 66.000 abitanti (stima nel 2000)